# 山居新話
『山居新話』（さんきょしんわ）は、14世紀に成立した元代の楊瑀による著作。『山居新語』とも。

## 概要
著者の楊瑀は杭州の出身で、天暦年間に大都に上がり朝廷で重用された人物である。本書は文宗トク・テムルから順帝トゴン・テムルの治世に至る政府部内の逸事・個人の逸話・地方行政の実態・社会事情等が克明に記されており、元代後期の重要資料と位置付けられている。サルバン・世傑班父子など、『元史』には断片的な記述しかないが、本書でのみ出自や来歴を確認できる人物も存在する。

## 内容
| 巻目 | 巻題 | 節目 |
| ---- | ---- | ---- |
| 序   | 序   |      |
| 巻1  | 巻1  |      |
| 巻2  | 巻2  |      |
| 巻3  | 巻3  |      |
| 巻4  | 巻4  |      |
| 後序 | 後序 |      |